# Opoptera sodalis
Opoptera sodalis är en fjärilsart som beskrevs av Johannes Karl Max Röber 1906. Opoptera sodalis ingår i släktet Opoptera och familjen praktfjärilar. Inga underarter finns listade i Catalogue of Life.